# Anabelle Langlois
Anabelle Langlois (Grand-Mère, 21 juli 1981) is een Canadees voormalig kunstschaatsster. Ze nam met twee partners deel aan twee edities van de Olympische Winterspelen: Salt Lake City 2002 (met Patrice Archetto) en Vancouver 2010 (met Cody Hay).

## Biografie

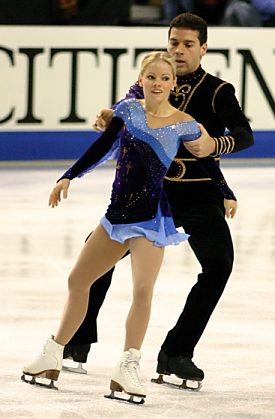
Langlois en Patrice Archetto (2004)

Langlois begon in 1989 met kunstschaatsen. De paarrijdster ging in 1998 een samenwerking aan met Patrice Archetto. Vanwege een schedelbreuk, opgelopen bij een lelijke val op het ijs, droeg Langlois datzelfde jaar ruim zes maanden een helm. Langlois en Archette wonnen de zilveren medaille bij de viercontinentenkampioenschappen 2002 veroverden vijf medailles bij Grand Prix-wedstrijden en vijf bij de nationale kampioenschappen. Ze vertegenwoordigden Canada in 2002 op de Olympische Winterspelen in Salt Lake City en namen tevens drie keer deel aan de WK, met een vijfde plek in 2003 als beste prestatie. Archetto beëindigde in 2005 zijn sportieve carrière.
Zij vervolgde haar carrière met Cody Hay. De twee moesten zich in 2006 terugtrekken van deelname bij de Cup of Russia, nadat Langlois haar tas met kunstschaatsen onderweg zoek was geraakt. Van Langlois' en Hay's drie deelnames aan de WK was de achtste plek in 2008 de beste prestatie. Door een zware blessure aan haar kuitbeen en enkel, waar ze ook aan geopereerd moest worden, misten Langlois en Hay het gehele seizoen 2008/09. Langlois was wel op tijd hersteld voor de Olympische Spelen in eigen land en nam met Hay in 2010 deel aan de Olympische Winterspelen in Vancouver. Ze werden er negende. Kort erna stopte ze met schaatsen. Ze huwde in 2012 met Hay; met hem kreeg ze een dochter (2013) en een zoon (2016).
Langlois ging later aan de slag als schaatscoach van paarrijders.

## Belangrijke resultaten
1998-2005 met Patrice Archetto, 2005-2010 met Cody Hay
| Kampioenschap                | 97/98  | 98/99 | 99/00 | 00/01 | 01/02  | 02/03  | 03/04  | 04/05 |    | 05/06 | 06/07 | 07/08  | 08/09  | 09/10 |
| ---------------------------- | ------ | ----- | ----- | ----- | ------ | ------ | ------ | ----- | -- | ----- | ----- | ------ | ------ | ----- |
| Olympische Spelen            |        |       |       |       | 12e    |        |        |       |    |       |       |        | 9e     |       |
| Wereldkampioenschap          |        |       |       |       | 10e    | 5e     | 8e     |       |    | 10e   | 8e    | t.z.t. | 10e    |       |
| Viercontinentenkampioenschap |        |       |       | 6e    | Zilver | 4e     | 5e     |       | 6e | 7e    |       | t.z.t. |        |       |
| Grand Prix-finale            |        |       |       |       |        | 6e     | 4e     |       |    |       |       |        |        |       |
| Nationaal kampioenschap      | t.z.t. | 9e    | 6e    | Brons | Brons  | Zilver | Zilver | Brons | 4e | Brons | Goud  | t.z.t. | Zilver |       |